# Огњен Добрић
Огњен Добрић (Книн, 27. октобар 1994) српски је кошаркаш. Игра на позицијама бека и крила, а тренутно наступа за Црвену звезду.

## Биографија
Добрић је рођен у Книну, а родом је из села Чиста Мала код Шибеника. Као беба протеран је из Републике Српске Крајине током хрватске операције Олуја.
У јуниоре Црвене звезде стиже 2011. године из Младеновца. Након две сезоне у јуниорима свој први професионални уговор потписује са КК Црвена звезда у децембру 2012. године. Три сезоне је провео на позајмици у ФМП-у. Лета 2016.се прикључио Црвеној звезди. Провео је у Црвеној звезди наредних седам сезона и током тог периода је шест пута био првак Србије док је по четири пута освојио Јадранску лигу и Куп Радивоја Кораћа. У јулу 2023. прешао је у Виртус из Болоње. Дана 24. септембра већ је освојио свој први трофеј с Виртусом — Суперкуп Италије и то после победе у полуфиналу над Олимпијом из Милана (78 : 73), односно победе у финалу над Брешом (97 : 60).
Са јуниорском репрезентацијом Србије има освојену сребрну медаљу на Светском првенству у Прагу 2013. године. Са младом репрезентативном селекцијом дошао је до бронзане медаље на Европском првенству на Криту 2014. године. За сениорску репрезентацију Србије је дебитовао у квалификацијама за Светско првенство 2019. године. Са репрезентацијом Србије је освојио сребрну медаљу на Светском првенству 2023, које је играно у Индонезији, Јапану и на Филипинима.
Након освојене бронзане медаље на Олимпијским играма у Француској, Огњен Добрић се из Виртуса Болоње вратио у Црвену Звезду.

## Успеси

### Клупски
- Црвена звезда:
  - Првенство Србије (6): 2016/17, 2017/18, 2018/19, 2020/21, 2021/22, 2022/23.
  - Јадранска лига (4): 2016/17, 2018/19, 2020/21, 2021/22.
  - Суперкуп Јадранске лиге (1): 2018.
  - Куп Радивоја Кораћа (5): 2017, 2021, 2022, 2023, 2025.

### Репрезентативни
- Олимпијске игре:  2024.
- Светско првенство:  2023.
- Светско првенство до 19 година:  2013.
- Европско првенство до 20 година:  2014.

### Појединачни
- Најкориснији играч финала Првенства Србије (2): 2016/17, 2020/21.
- Најкориснији играч плеј-офа Јадранске лиге (1): 2021/22.
- Најкориснији играч финала Купа Радивоја Кораћа (1): 2023.
- Најбољи стрелац финала Првенства Србије (2): 2016/17, 2020/21.
- Најбољи стрелац финала Купа Радивоја Кораћа (1): 2023.

## Статистика

### Евролига
| Сезона   | Екипа         | ОУ  | СУ | МПУ  | ПШ%   | 3П%   | СБ%   | СПУ | АПУ | УПУ | БПУ | ППУ  | ИПУ |
| -------- | ------------- | --- | -- | ---- | ----- | ----- | ----- | --- | --- | --- | --- | ---- | --- |
| 2016/17. | Црвена звезда | 13  | 0  | 5,2  | 0,409 | 0,167 | 0,333 | 0,5 | 0,2 | 0,3 | 0,0 | 1,6  | 0,6 |
| 2017/18. | Црвена звезда | 26  | 1  | 15,2 | 0,452 | 0,351 | 0,826 | 2,3 | 0,4 | 0,6 | 0,2 | 6,5  | 6,1 |
| 2019/20. | Црвена звезда | 22  | 3  | 14,6 | 0,467 | 0,357 | 0,684 | 1,7 | 0,9 | 0,8 | 0,2 | 5,1  | 5,3 |
| 2020/21. | Црвена звезда | 32  | 7  | 18,6 | 0,431 | 0,456 | 0,857 | 2,0 | 0,8 | 0,9 | 0,0 | 8,3  | 7,0 |
| 2021/22. | Црвена звезда | 29  | 13 | 22,6 | 0,408 | 0,357 | 0,745 | 1,9 | 1,3 | 0,7 | 0,1 | 10,3 | 7,3 |
| 2022/23. | Црвена звезда | 31  | 19 | 23,7 | 0,440 | 0,324 | 0,743 | 2,5 | 1,6 | 0,5 | 0,0 | 9,9  | 8,1 |
| 2023/24. | Виртус Болоња | 28  | 6  | 13,4 | 0,524 | 0,408 | 0,667 | 1,6 | 0,6 | 0,5 | 0,0 | 28,6 | 4,4 |
| Укупно   | Укупно        | 181 | 49 | 17,4 | 0,442 | 0,369 | 0,769 | 1,9 | 0,9 | 0,6 | 0,1 | 7,2  | 6,0 |